# Al-Annaza (Banijas)
Al-Annaza (arab. العنازة) – miasto w Syrii, w muhafazie Tartus. W 2004 roku liczyła 3357 mieszkańców.